# 257234 Güntherkurtze
257234 Güntherkurtze è un asteroide della fascia principale. Scoperto nel 2009, presenta un'orbita caratterizzata da un semiasse maggiore pari a 2,3183114 UA e da un'eccentricità di 0,2222372, inclinata di 1,74190° rispetto all'eclittica.